# Leptolalax nyx
Espèce
Leptolalax nyx est une espèce d'amphibiens de la famille des Megophryidae.

## Répartition
Cette espèce est endémique de la province de Hà Giang au Viêt Nam.

## Description
Lors de la description originale, les 7 mâles mesuraient entre 26 et 30 mm et les 3 femelles entre 36 et 42 mm.

## Étymologie
Cette espèce est nommée en référence à Nyx, déesse de la Nuit personnifiée, fait référence à l'activité nocturne des espèces du genre Leptolalax.

## Publication originale
- Ohler, Wollenberg, Grosjean, Hendrix, Vences, Ziegler & Dubois, 2011 : Sorting out Lalos: description of new species and additional taxonomic data on megophryid frogs from northern Indochina (genus Leptolalax, Megophryidae, Anura). Zootaxa, no 3147, p. 1–83.